# Northrop Delta
Le Northrop Delta était un avion de transport américain des années 1930, conçu et produit par la Northrop Corporation.
Très proche de l'avion postal Gamma, du même constructeur, treize exemplaires en furent produits par Northrop, suivis par 19 exemplaires produits sous licence par le constructeur canadien Canadian Vickers, Ltd.

## Conception et développement
Lorsque Jack Northrop fonda la Northrop Corporation comme une coentreprise avec la Douglas Aircraft Company, en 1932, il entreprit de concevoir deux avions monomoteurs très proches de conception comme premiers produits de la compagnie : un avion postal et briseur de records, qui fut désigné « Gamma », et un avion de transport de passagers, le « Delta ».
Le Delta était un monoplan à aile basse, doté d'un train d'atterrissage classique fixe équipé d'une roulette de queue. Il était de construction entièrement métallique, avec un revêtement travaillant et des carénages aérodynamiques recouvrant les jambes du train principal. Alors que les ailes du Delta étaient communes avec celles du Gamma, le Delta possédait cependant un nouveau fuselage, plus large, qui abritait le pilote dans un cockpit fermé juste derrière le moteur et offrait de la place pour huit passagers dans une cabine derrière le pilote,.
Le premier Delta prit l'air en mai 1933 et reçut un certificat de navigabilité en août de la même année.

## Histoire opérationnelle
Bien qu'il fût initialement prévu que le Delta soit vendu en versions airliner et de transport exécutif — initialement nommé Victoria —, un changement dans la réglementation gouvernant le transport aérien commercial aux États-Unis en octobre 1934, interdisant l'usage d'avions monomoteurs pour transporter des passagers de nuit ou au-dessus de terrains accidentés — qui rendraient impossible un atterrissage forcé — mit un coup d'arrêt à la production d'avions de ligne monomoteurs aux États-Unis. Finalement, seuls trois avions, commandés avant l'entrée en vigueur de cette réglementation, furent réellement produits comme avions de ligne. Ces trois appareils étaient le prototype, prêté à la Trans World Airlines (TWA) pour transporter du courrier par voie aérienne et qui s'écrasa le 10 novembre 1933, un appareil vendu à la compagnie Pan American World Airways (Pan Am) pour être utilisé par sa subsidiaire mexicaine et qui fut détruit par un incendie en mai 1934, et un appareil vendu à AB Aerotransport (en), en Suède, livré en avril 1934. La compagnie AB Aerotransport acheta un second Delta, mais il s'agissait d'un avion postal dédié, qui ressemblait plus au Gamma, avec un fuselage étroit emportant son chargement en avant du cockpit.

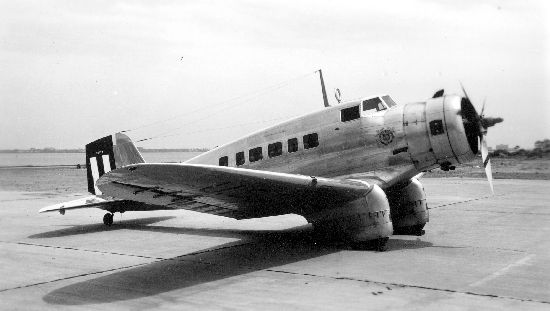
Le RT-1 des Garde-côtes des États-Unis (USCG).

Un exemplaire fut construit pour l'United States Coast Guard. Désigné Northrop RT-1, il fut utilisé comme moyen de transport personnel d'Henry Morgenthau, le Secrétaire du Trésor des États-Unis, et comme avion de transport pour le personnel. Sept appareils supplémentaires furent produits comme avions de transport exécutif pour des propriétaires privés. Sur ces appareils, trois furent achetés par les Républicains espagnols pour être utilisés lors de la Guerre civile espagnole. Deux de ces avions furent capturés par les Nationalistes lorsque le bateau les transportant — accompagnés de trois Vultee V-1, un Fairchild 91 et un Lockheed Electra — fut capturé en mer. Ces deux Deltas furent utilisés comme avions de transport militaires par les forces du général Franco, alors que le troisième appareil fut utilisé par la ligne aérienne républicaine LAPE (Lineas Aéreas Postales Españolas) jusqu'à la fin de la guerre civile, lorsqu'il fut reversé à la force aérienne franquiste.
En 1935, le Canada sélectionna le Delta pour l'employer comme avion de surveillance photographique, au sein de la Royal Canadian Air Force (RCAF). Il devait être produit sous licence par le constructeur canadien Canadian Vickers. Un exemplaire, le dernier produit par Northrop, fut livré comme appareil partiellement assemblé à Canadian Vickers, devant servir de modèle pour l'assemblage des exemplaires suivants. Il vola pour la première fois le 16 août 1936 et fut livré à la RCAF le 1er septembre de la même année. Il fut suivi par 19 autres avions, construits principalement par Canadian Vickers, la production continuant jusqu'en octobre 1940. Le Northrop Delta fut le premier avion entièrement en métal à revêtement travaillant construit au Canada.
Les Deltas, qui pouvaient être utilisés avec des trains d'atterrissage à roues, à skis ou des flotteurs, se révélèrent être des avions de surveillance particulièrement efficaces, bien adaptés aux opérations dans les régions vastes du nord du Canada, mais en août 1939, alors qu'allait éclater la Seconde Guerre mondiale, le Canada se retrouva à court d'avions de patrouille maritime, et les Deltas furent rapatriés vers les côtes canadiennes pour remplir ces missions, recevant des flotteurs et effectuant des vols de plusieurs heures à la recherche de sous-marins ennemis. Toutefois, les Deltas se montrèrent bien moins à l'aise dans ce nouveau rôle, étant fréquemment endommagés par la houle et la corrosion saline de l'océan. Ils durent finalement revenir à une utilisation « terrestre » au bout de seulement deux mois d'emploi au-dessus des côtes. Le Delta fut retiré des opérations à la fin de l'année 1941, étant ensuite utilisé comme cellule d'instruction dans les écoles d'entraînement.

## Versions
- Delta 1A : Désignation du prototype, propulsé par un moteur en étoile Wright SR-1820-F3 Cyclone de 710 ch (530 kW) et fabriqué à un exemplaire[3] ;
- Delta 1B : Désignation de l'exemplaire d'avion de ligne livré à la Pan Am, propulsé par un Pratt & Whitney R-1690 Hornet de 660 ch (492 kW)[9] ;
- Delta 1C : Désignation de l'exemplaire d'avion de ligne produit pour la compagnie AN Aerotransport, propulsé par un Hornet de 700 ch (522 kW)[9] ;
- Delta 1C : Version exécutive, propulsée par des moteurs Hornet ou Cyclone. Huit exemplaires furent produits, incluant un Northrop RT-1, propulsé par un Cyclone de 735 ch (548 kW), produit pour l'United States Coast Guard (Gardes-côtes des États-Unis) ;
- Delta 1E : Désignation de l'exemplaire affecté au transport de courrier aérien, produit pour la compagnie AB Aerotransport, propulsé par un Hornet de 660 ch (492 kW)[10] ;
- Delta I : Désignation des avions de surveillance produits pour la Royal Canadian Air Force (RCAF), propulsés par un SR-1820-F52 Cyclone de 775 ch (578 kW). Trois exemplaires furent produits, incluant un « avion-modèle » et deux appareils produits sous licence ;
- Delta II : Désignation d'une version révisée, doté d'installations pouvant recevoir de l'armement, incluant des bombes, une tourelle dorsale équipée d'une mitrailleuse Browning de 7,62 mm — plus tard retirée — et deux mitrailleuses montées dans les ailes. Neuf exemplaires furent produits[11] ;
- Delta III : Désignation du Delta II équipé d'un empennage agrandi, afin de contrer les effets oscillatoires (en anglais : buffeting) produits par la tourelle dorsale. Huit exemplaires furent produits[11] ;
- RT-1 : Désignation donné par les Garde-côtes américains pour leur unique Delta 1D, qui reçut le nom de baptême de « Golden Goose » (en français : l'« Oie dorée »).

## Utilisateurs

### Militaires
- Australie :

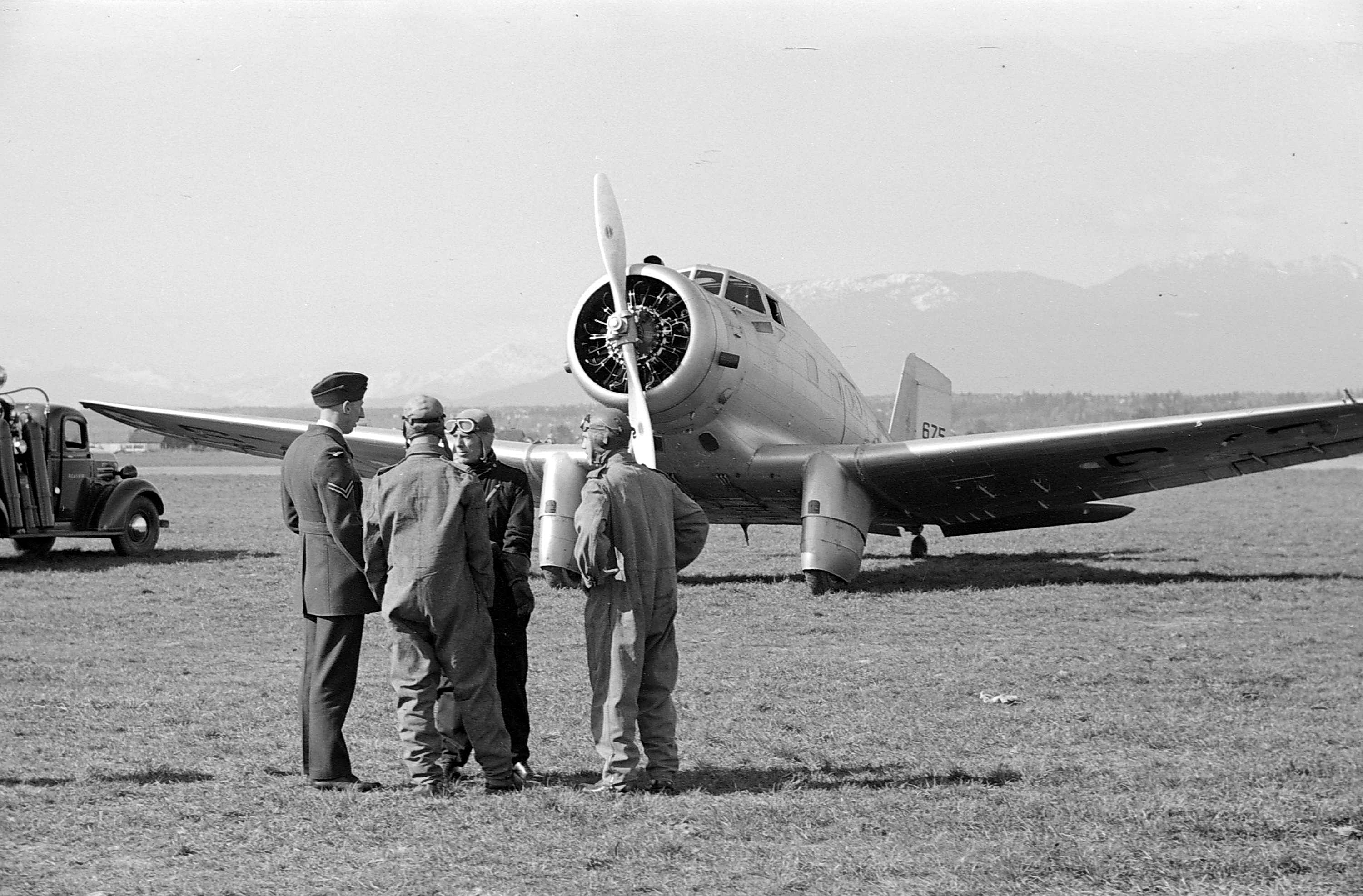
Un Delta I canadien, en 1939.

  - Royal Australian Air Force (RAAF) : La RAAF utilisa un exemplaire saisi de décembre 1942 à septembre 1943.
- Canada :
  - Royal Canadian Air Force (RCAF) :
    - Escadron no 8 de la RCAF (en) ;
    - Escadron no 119 de la RCAF (en) ;
    - Escadron no 120 de la RCAF.
- Deuxième République espagnole :
  - Forces aériennes de la République espagnole : Ancien Delta 1C suédois, utilisé par LAPE.
- État espagnol :
  - Force aérienne nationaliste : Un Delta 1D capturé sur la mer Cantabrique.
- États-Unis :
  - United States Coast Guard (USCG) : L'USCG utilisa un exemplaire, qui reçut la désignation de Northrop RT-1.

### Civils
- Australie :

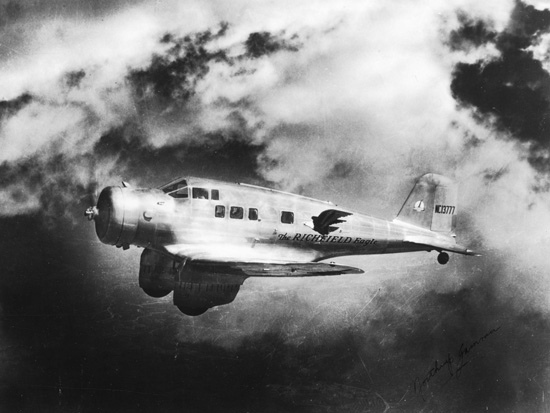
Northrop Delta 1D, serial NC13777, appartenant à l'Atlantic Richfield Company et surnommé « Richfield Eagle ».

  - Autorité de l'Aviation civile australienne[12].
- Mexique :
  - Aerovias Centrales SA (subsidiaire de la Pan Am).
- Suède :
  - AB Aerotransport (en) (désormais SAS).
- États-Unis :
  - Trans World Airlines (TWA) ;
  - Honeywell : Avion de transport exécutif ;
  - Richfield : Avion de transport exécutif, surnommé « Richfield Eagle ».

### Spécifications techniques (Delta1D-5)
Données de McDonnell Douglas Aircraft since 1920.
Caractéristiques générales
- Équipage : 1 pilote
- Capacité : 8 passagers
- Longueur : 10,08 m
- Envergure : 14,55 m
- Hauteur : 3,07 m
- Surface alaire : 33,70 m2
- Masse à vide : 2 059 kg
- Masse typique : 3 334 kg
- Moteur : 1   moteur à pistons à 9 cylindres en étoile refroidis par air Wright SR-1820-F2 Cyclone de 735 ch (548 kW)

 Performances 
- Vitesse maximale : 352 km/h
- Vitesse de croisière : 332 km/h
- Distance franchissable : 2 655 km
- Plafond : 6 095 m
- Vitesse ascensionnelle : 366 m/min
- Charge alaire : 98,9 kg/m2
- Rapport poids-puissance : 2,80 kg/ch